# روزر
روزر (به لوکزامبورگی: Réiser) یک شهرداری در استان اش-سور-الزت کشور لوکزامبورگ است که ۲۳٫۷۹ کیلومترمربع مساحت دارد و جمعیت آن در سال ۲۰۰۹ میلادی ۴۷۰۲ نفر بوده‌است.